# Gennaro Pardo
Gennaro Pardo, né le 12 avril 1865 à Castelvetrano et mort le 4 septembre 1927 dans la même ville, est un peintre italien actif en Sicile.

## Biographie
Gennaro Pardo naît le 12 avril 1865 à Castelvetrano.

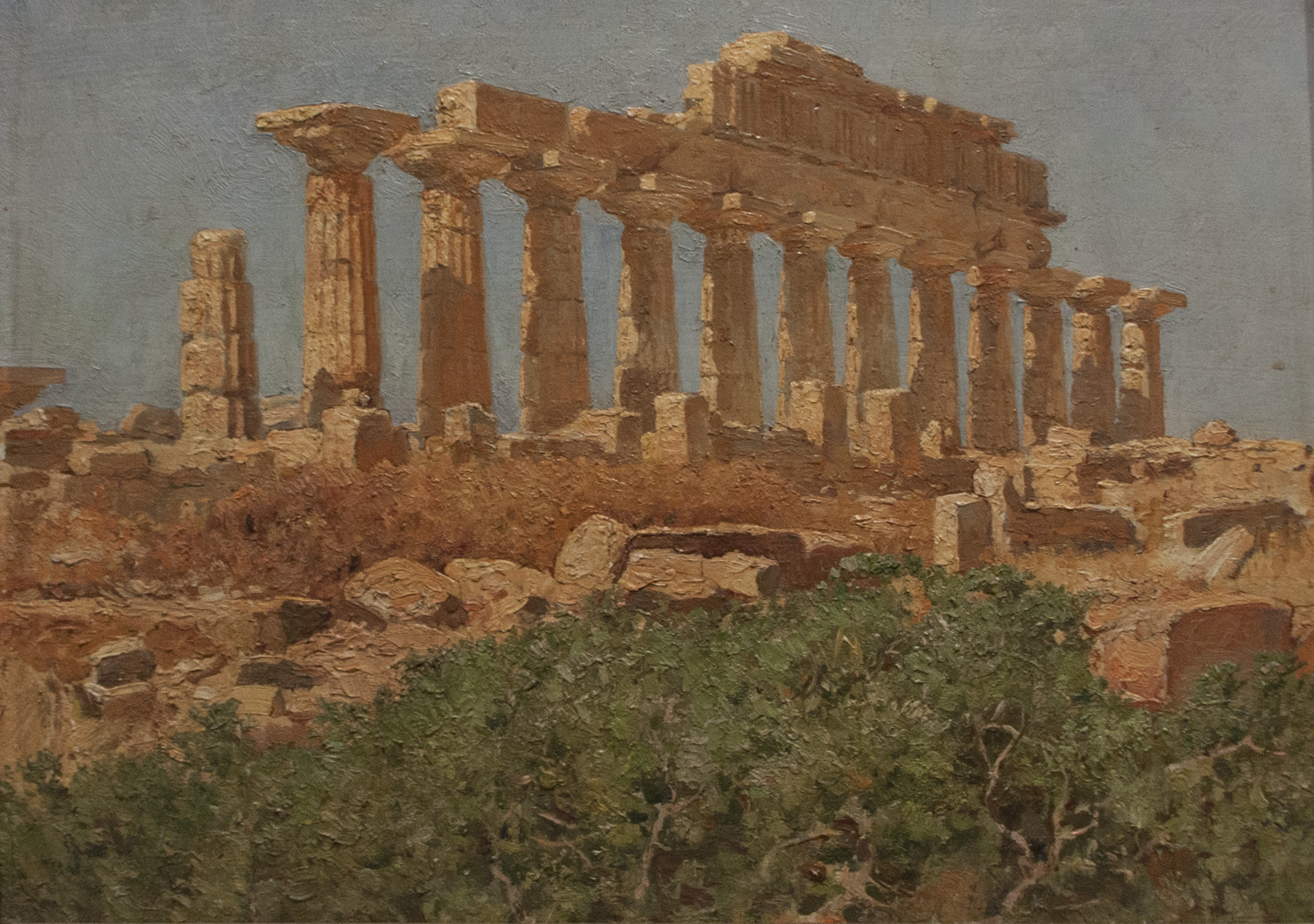
Ruines d'un temple à Sélinonte.

Pardo étudie le droit à l'université de Palerme en 1884, où il se lie d'amitié avec le peintre Francesco Lojacono lequel l'encourage à se tourner vers la peinture. Après avoir obtenu son diplôme de droit en 1890, il est part à Naples comme soldat, où il étudie la peinture figurative à l'Istituto di Belle Arti sous la direction de Domenico Morelli et de Filippo Palizzi. Il apprend la peinture de paysage à Palerme avec Lojacono. En 1898, il retourne dans sa ville natale et de 1900 à 1901, il réalise des fresques dans l'église de San Giovanni Battista. Des travaux dans les environs de Trapani suivent.
En plus des fresques d'églises et des peintures d'histoire pour les bâtiments publics, il peint des portraits, des paysages, des pièces marines et des natures mortes ou  conçoit des décors pour le théâtre de sa ville natale.
Plusieurs de ses œuvres sont présentées dans des expositions aux côtés de peintures de Salvator Rosa. En 1904, il expose une aquarelle avec un paysage sicilien, en 1911 les ruines des anciens temples de Selinunte. En 1958, Castelvetrano lui consacre une exposition commémorative (commissaire : Benedetto Patera ; avec catalogue).

## Œuvres
- Chiesa di San Giovanni Battista (Castelvetrano): Wandfresko Johannes der Täufer im Kerker (1902–1904)[2]
- Teatro Selinus (Castelvetrano – Selinunte): Bemalter Theatervorhang[3]
- Vaso di Pandora (Sala Consiliare del Comune, Castelvetrano)
- Madonna dei peccatori (Chiesa di San Bartolomeo, Castelvetrano)[4]
- Galerie d'art moderne de Palerme: Gemälde  L’Heraion di Selinunte (1920/21), Le Colonne rialzate del Tempio C di Selinunte (von 1927) und Graditana (um 1925)
- Palazzo Brignole Durazzo (Gênes): Ausstellung Dezember 2007 mit dem Gemälde Stillleben mit Fischen